# 1038
سنة 1038 كانت سنة بسيطة تبدأ يوم الأحد (الرابط يظهر نموذج التقويم الكامل للسنة) من التقويم اليولياني.

## أحداث
- تأسيس مدينة بيدغوشتش وتقع حاليا في بولندا.

## وفيات
- ابن مغيث.
- أبو منصور الثعالبي
- ابن بطلان.
- أبو نعيم الأصبهاني.
- معز الدولة التجيبي.
- حبوس بن ماكسن.
- زهير الصقلبي.
- ستيفين الأول ملك المجر.
- سَلْجُوق بن دُقَاق.